# Okręg wyborczy nr 16 do Sejmu Rzeczypospolitej Polskiej (1991–1993)
Okręg wyborczy nr 16 do Sejmu Rzeczypospolitej Polskiej (1991–1993) obejmował województwo toruńskie i włocławskie. W ówczesnym kształcie został utworzony w 1991. Wybieranych było w nim 11 posłów w systemie proporcjonalnym.
Siedzibą okręgowej komisji wyborczej był Toruń.

## Wybory parlamentarne 1991
Głosowanie odbyło się 27 października 1991.
| Komitet wyborczy                                      | Komitet wyborczy                                                  | Głosów | %     | Mandaty | Wybrani posłowie                   |
| ----------------------------------------------------- | ----------------------------------------------------------------- | ------ | ----- | ------- | ---------------------------------- |
|                                                       | Sojusz Lewicy Demokratycznej                                      | 42 670 | 15,03 | 2       | Kazimierz Nowak, Marian Żenkiewicz |
|                                                       | Unia Demokratyczna                                                | 35 082 | 12,36 | 1       | Jan Wyrowiński                     |
|                                                       | Porozumienie Obywatelskie Centrum                                 | 28 639 | 10,09 | 1       | Bartłomiej Kołodziej               |
|                                                       | Polskie Stronnictwo Ludowe Sojusz Programowy                      | 28 015 | 9,87  | 1       | Jan Szczepaniak                    |
|                                                       | Kongres Liberalno-Demokratyczny                                   | 24 324 | 8,57  | 1       | Jacek Merkel                       |
|                                                       | Porozumienie Ludowe                                               | 23 691 | 8,35  | 1       | Feliks Klimczak                    |
|                                                       | Konfederacja Polski Niepodległej                                  | 17 684 | 6,23  | 1       | Elżbieta Michalak                  |
|                                                       | Wyborcza Akcja Katolicka                                          | 16 772 | 5,91  | 1       | Jerzy Matyjek                      |
|                                                       | Partia X                                                          | 13 428 | 4,73  | 1       | Antoni Czajka                      |
|                                                       | Solidarność Pracy                                                 | 12 391 | 4,37  | 1       | Wojciech Kwiatkowski               |
|                                                       | Chrześcijańska Demokracja                                         | 8624   | 3,04  | –       |                                    |
|                                                       | Polska Partia Przyjaciół Piwa                                     | 8045   | 2,83  | –       |                                    |
|                                                       | Unia Polityki Realnej                                             | 6150   | 2,17  | –       |                                    |
|                                                       | Stronnictwo Demokratyczne                                         | 4354   | 1,53  | –       |                                    |
|                                                       | Zdrowa Polska – Sojusz Ekologiczny                                | 3038   | 1,07  | –       |                                    |
|                                                       | Polska Partia Ekologiczna – Zieloni                               | 2180   | 0,77  | –       |                                    |
|                                                       | Stowarzyszenie 2000                                               | 2044   | 0,72  | –       |                                    |
|                                                       | Ruch Demokratyczno-Społeczny                                      | 1585   | 0,56  | –       |                                    |
|                                                       | Stronnictwo Narodowe                                              | 1427   | 0,50  | –       |                                    |
|                                                       | Koalicja Polskiej Partii Ekologicznej i Polskiej Partii Zielonych | 1244   | 0,44  | –       |                                    |
|                                                       | Ruch Chrześcijańsko-Społeczny „Przymierze”                        | 1165   | 0,41  | –       |                                    |
|                                                       | Blok Ludowo-Chrześcijański                                        | 667    | 0,23  | –       |                                    |
|                                                       | Polski Związek Zachodni                                           | 644    | 0,23  | –       |                                    |
| Frekwencja: 39,02% Źródło: Państwowa Komisja Wyborcza |                                                                   |        |       |         |                                    |